# Apogonia convexicollis
Apogonia convexicollis är en skalbaggsart som beskrevs av Frey 1962. Apogonia convexicollis ingår i släktet Apogonia och familjen Melolonthidae. Inga underarter finns listade i Catalogue of Life.